# Duze (köpinghuvudort i Kina, Zhejiang Sheng, lat 29,12, long 118,95)
Duze (kinesiska: 杜泽, 杜泽镇) är en köpinghuvudort i Kina. Den ligger i provinsen Zhejiang, i den östra delen av landet, omkring 170 kilometer sydväst om provinshuvudstaden Hangzhou. Antalet invånare är 23 427. Befolkningen består av 11 621 kvinnor och 11 806 män. Barn under 15 år utgör 14,0 %, vuxna 15-64 år 70 %, och äldre över 65 år 14,0 %.
Runt Duze är det ganska tätbefolkat, med 185 invånare per kvadratkilometer. Närmaste större samhälle är Quzhou, 19,8 km söder om Duze. Trakten runt Duze består till största delen av jordbruksmark.
Genomsnittlig årsnederbörd är 2 495 millimeter. Den regnigaste månaden är juni, med i genomsnitt 499 mm nederbörd, och den torraste är oktober, med 55 mm nederbörd.